# Palaeovespa baltica
Palaeovespa baltica är en getingart som beskrevs av Cockerell 1909. Palaeovespa baltica ingår i släktet Palaeovespa och familjen getingar. Inga underarter finns listade i Catalogue of Life.